# Kaasiku (Kasepää)
Kaasiku est un village de la commune de Kasepää du Comté de Jõgeva en Estonie.
Au 31 décembre 2011, il compte 34 habitants.